# Jochberg (Tyrol)
Pour les articles homonymes, voir Jochberg.
Jochberg est une commune autrichienne du district de Kitzbühel dans le Tyrol.